# Republika Federalna Niemiec na letnich igrzyskach olimpijskich
Niemcy Zachodnie wystartowały po raz pierwszy na letnich IO w 1968 roku na igrzyskach w Meksyku i od tamtej pory startowały na wszystkich igrzyskach do igrzysk w Seulu w 1988 roku, oprócz igrzysk w Moskwiew 1980 r., które zbojkotowały wraz z innymi państwami zachodnimi. Najmłodszym zawodnikiem reprezentującym RFN był wioślarz Stefan Kuhnke (13 lat 233 dni w 1972 roku), a najstarszym jeździec Josef Neckermann (60 lat 95 dni w 1972 roku). Najwięcej złotych medali (17) oraz najwięcej medali w ogóle (59) reprezentacja wywalczyła na igrzyskach w 1984 roku. W historii startów najwięcej medali (5 złotych i 2 brązowe) zdobył jeździec Reiner Klimke
Niemcy Zachodnie były raz organizatorem letnich igrzysk olimpijskich:
- Letnie Igrzyska Olimpijskie 1972 w Monachium

## Klasyfikacja medalowa
| Igrzyska                   | Złoto | Srebro | Brąz | Razem |
| -------------------------- | ----- | ------ | ---- | ----- |
| 1968 Meksyk                | 5     | 11     | 10   | 26    |
| 1972 Monachium (gospodarz) | 13    | 11     | 16   | 40    |
| 1976 Montreal              | 10    | 12     | 17   | 39    |
| 1984 Los Angeles           | 17    | 19     | 23   | 59    |
| 1988 Seul                  | 11    | 14     | 15   | 40    |
| Razem                      | 56    | 67     | 81   | 204   |

### Według dyscyplin
| Dyscyplina        | Złoto | Srebro | Brąz | Razem |
| ----------------- | ----- | ------ | ---- | ----- |
| Lekkoatletyka     | 12    | 14     | 17   | 43    |
| Jeździectwo       | 11    | 5      | 9    | 25    |
| Szermierka        | 7     | 8      | 1    | 16    |
| Kolarstwo         | 4     | 5      | 5    | 14    |
| Wioślarstwo       | 4     | 4      | 6    | 14    |
| Strzelectwo       | 4     | 4      | 3    | 11    |
| pływanie          | 3     | 5      | 14   | 22    |
| Kajakarstwo       | 2     | 6      | 3    | 11    |
| Podnoszenie cięż. | 2     | 2      | 3    | 7     |
| Żeglarstwo        | 2     | 2      | 3    | 7     |
| Zapasy            | 1     | 4      | 4    | 9     |
| Judo              | 1     | 4      | 3    | 8     |
| Hokej na trawie   | 1     | 3      | -    | 4     |
| Boks              | 1     | -      | 5    | 6     |
| Tenis ziemny      | 1     | -      | 1    | 2     |
| Piłka ręczna      | -     | 1      | -    | 1     |
| Gim. artystyczna  | -     | -      | 1    | 1     |
| Gim. sportowa     | -     | -      | 1    | 1     |
| Piłka nożna       | -     | -      | 1    | 1     |
| Piłka wodna       | -     | -      | 1    | 1     |
| Razem             | 56    | 67     | 81   | 204   |